# Arthur Merton Chickering
Arthur Merton Chickering est un zoologiste américain, né le 23 mars 1887 à Vermont et mort le 24 mai 1974 à Keene dans le New Hampshire.
Il étudie à l’université Yale où il obtient son Bachelor of Sciences en 1913 et où il suit les cours d’Alexander Petrunkevitch (1875-1964). En 1916, il obtient son Master of Sciences à l’université du Wisconsin et en 1927 son Ph. D. à l’université du Michigan ; il étudie dans sa thèse la cytologie des insectes. Il enseigne à l’Albion College de 1918 jusqu’à sa retraite en 1957. À partir de 1953, il est chercheur associé au Museum of Comparative Zoology. Il doit interrompre ses recherches en 1971, sa santé se dégradant.
Il étudie en particulier les araignées d’Amérique centrale et des Caraïbes.